# 中華民国とパラオの関係
中華民国とパラオの関係（ちゅうかみんこくとパラオのかんけい、繁体字中国語: 中華民國－帛琉關係、英: Palau–Republic of China relations）、あるいは台湾とパラオの関係（たいわんとパラオのかんけい、英: Palau–Taiwan relations）とは、中華民国とパラオ共和国の間における国際関係を指す。
1999年12月の国交樹立以来、パラオは中華民国にとって最も近い建交国である。

## 歴史

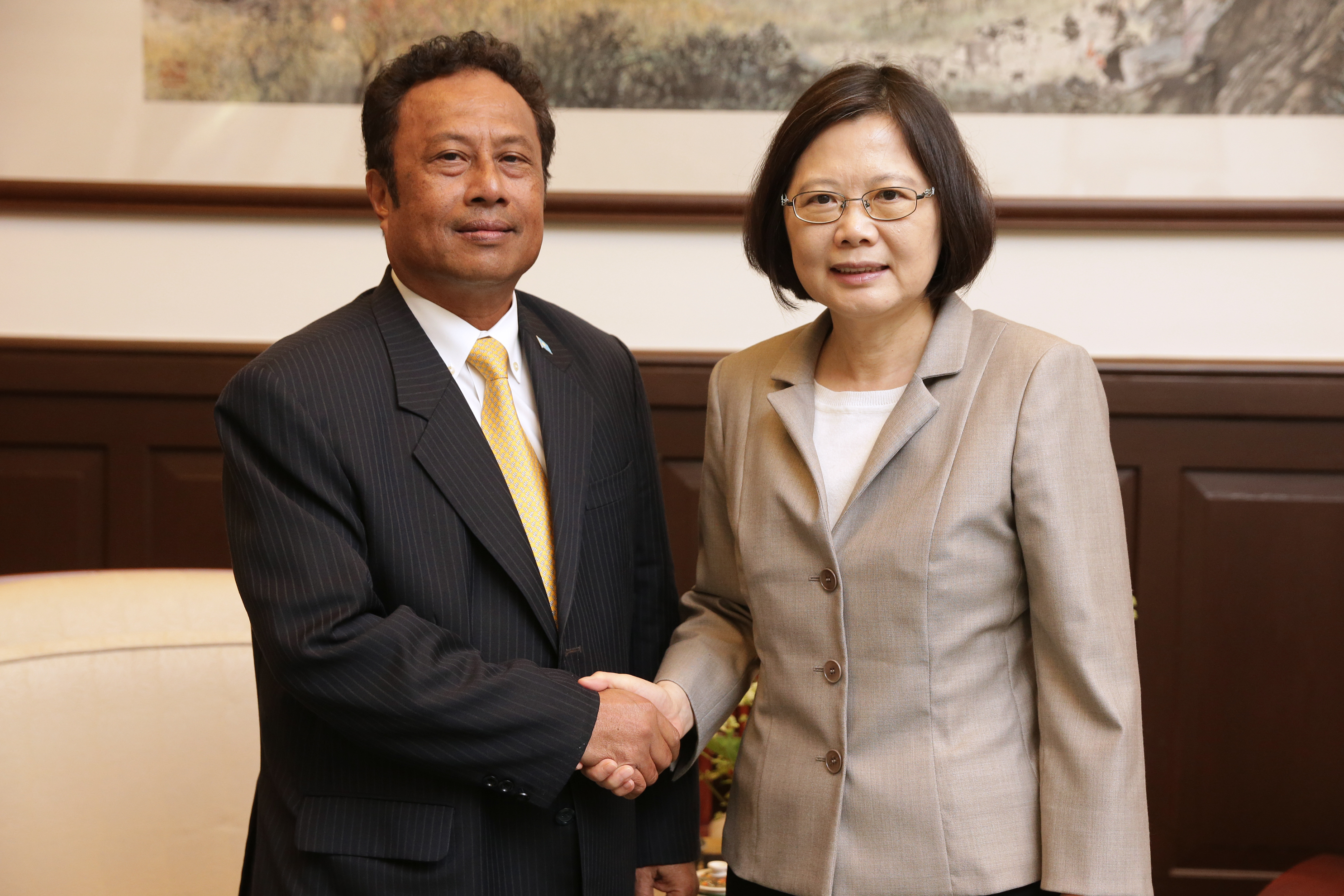
蔡英文総統（右）とトミー・レメンゲサウ大統領

- 1999年12月29日、中華民国外交部チーフ程建人およびパラオ国務大臣Sabino Anastacioは外交関係の確立に関するコミュニケに署名するために両国を代表してコロールで[1]、中華民国とパラオは大使館外交関係を樹立した[2]。
- 2000年2月17日、中華民国はパラオのコロールに大使館を設立した。
- 2001年10月4日、パラオは中華民国の台北に大使館を設立した。

## 要人往来

### 現在のパラオ高レベルの政府
- 大統領：スランゲル・ウィップス・ジュニア（Surangel Whipps Jr.）2021年1月就任、任期4年[3]
- 議会上院議長：ホッコンス・バウルス（英語版）（Hokkons Baules）2017年1月就任、2021年1月に再選
- 議会下院議長：サビーノ・アナスタシオ（英語版）（Sabino Anastacio）2013年1月就任、2017年1月再選、2021年1月に再選

#### パラオから中華民国への要人訪問（1999/12以降）
| 元首                                                                                        | |                                                                                    |
| 大統領クニオ・ナカムラ （Kuniwo Nakamura）                                                  | 1999 / 11、2000 / 05                                                                                         |                                                                                    |
| 大統領トミー・レメンゲサウ （Tommy Esang Remengesau、Jr）                                   | 2002 / 02、2004 / 05、2004 / 11、2005 / 04、2007 / 01、2007 / 12、2008 / 05、2013 / 10、2016 / 05、2018 / 11 |                                                                                    |
| 大統領ジョンソン・トリビオン （Johnson Toribiong）                                          | 2009 / 02、2009 / 12、2010 / 01、2010 / 11、2011 / 01、2011 / 10、2012 / 05、2012 / 06                       |                                                                                    |
| 大統領スランゲル・ウィップス・ジュニア （Surangel Whipps Jr.）                              | 2021/03 |                                                                                    |
| 議会の長                                                                                    | |                                                                                    |
| 衆議院議長-{zh-cn：マリオグリベール; zh-tw：マリオギルバート;}- （マリオグリベール）        | 2002/09 |                                                                                    |
| 衆議院議長-{zh-cn：Augustine Mesabelu; zh-tw：Egenstein Mesabelu;}- （Augustine Mesebeluu） | 2006/03 |                                                                                    |
| 衆議院議長アントニオベルズ（英語: アントニオベルズ） （アントニオベルズ）                   | 2007/08 |                                                                                    |
| 上院議長Surangel S. Whipps（英語: Surangel S. Whipps） （Surangel S.ホイップス）            | 2008/01 |                                                                                    |
| 上院議長Mlib Tmetuchl（英語: Mlib Tmetuchl） （Mlib Tmetuchl）                              | 2009/06 *、2012/04                                                                                           | *衆議院議長-{zh-cn：Noah Idechong; zh-tw：Noah Idechong}- （Noah T. Idechong）同行 |
| 衆議院議長Noah Idechong（英語: Noah Idechong） （Noah T. Idechong）                         | 2011/05 |                                                                                    |
| 衆議院議長-{zh-cn：Sabino Anastacio; zh-tw：Ansabine}- （Sabino Anastacio）                 | 2013 / 05、2016 / 01、2016 / 06、2017 / 11                                                                   |                                                                                    |
| 上院議長-{zh-cn：エリアス・チェン; zh-tw：チェン・チンサ;}- （エリアス・カムセク・チン）    | 2014/03 |                                                                                    |

#### 中華民国からパラオへの要人訪問（1999/12以降）
| 元首             |                      |  |
| 総統陳水扁       | 2005 / 01、2006 / 09 |  |
| 総統馬英九       | 2010/03              |  |
| 総統蔡英文       | 2019/03              |  |
| 司法の長         |                      |  |
| 司法院院長翁岳生 | 2001/01              |  |
| 公務員人事の長   |                      |  |
| 考試首長関中     | 2009/01              |  |

## 両国協力プロジェクト

### 両国政府間の協力協定または覚書
| 日付          | 署名                                                                               | 備考     |
| ------------- | ---------------------------------------------------------------------------------- | -------- |
| 1984年12月6日 | 「技術協力協定」                                                                   | [ 注 1 ] |
| 1999年12月2日 | 「航空協定」                                                                       | [ 注 2 ] |
| 2004年12月1日 | 「健康協力協定」                                                                   |          |
| 2005年3月3日  | 「マネーロンダリングの防止とテロ資金供与に関する情報交換における協力に関する合意」 |          |
| 2005年4月25日 | 「教育協力協定」                                                                   |          |
| 2006年5月25日 | 「鳥インフルエンザの流行の交換と協力に関する覚書」                                 |          |
| 2006年6月13日 | 「ボランティア派遣に関する合意」                                                   |          |
| 2013年1月14日 | 「犯罪人引渡し条約の批准」                                                         |          |
| 2017年1月19日 | 「休暇作業計画契約」                                                               |          |
| 2017年3月2日  | 「入国管理と人身売買の防止に関する協力に関する合意」                               |          |
| 2017年6月16日 | 「政策協力協定」                                                                   | [ 注 3 ] |
| 2019年3月22日 | 「海洋パトロール協力協定」                                                         |          |

## 両国間の貿易
パラオは2020年に中華民国の132番目の貿易相手国となっている。両国間の貿易額は13,572,179米ドルである。その中で、中華民国はパラオに13,082,939米ドルを輸出しており、114番目に大きな輸出国であり、489,240米ドルを輸入している。総貿易量と比較すると、年間貿易量は約27.69％減少し、輸出は約28.33％減少し、輸入は約4.78％減少した。 
- 中華民国からパラオへの主な輸出品目：生鮮または冷蔵魚、石油ピッチ、鉄鋼製品、プラスチック製品、飲料水、自動データ処理機など。 [5]
- 中華民国からパラオへの主な輸入品目：アルミニウム、鉄、銅のスクラップとスクラップ、丸太など。 [5]

## 旅行

中華民国のパスポートを所持する中華民国市民は、パラオへのビザなし入国を享受している。

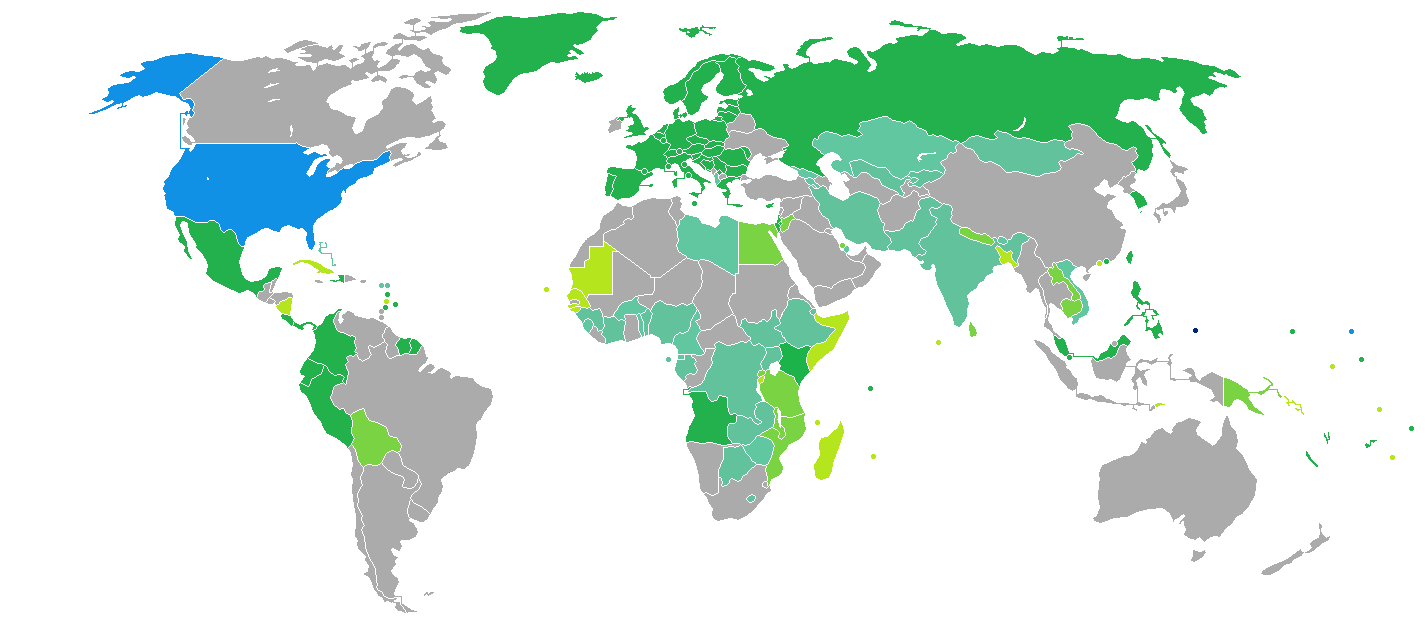
パラオパスポートを所持するパラオ市民は、中華民国へのビザなし入国の権利がある。

### ビザ
2018年12月1日より、中華民国のパスポートを所有する中華民国国民は、パラオに入国する際にビザなしで90日間滞在することができる。
2018年12月1日より、パラオのパスポートを所有するパラオ国民は、中華民国に入国する際にビザなしで90日間滞在することができる。

### 航空旅客輸送
両国間は直行便がある。
台湾桃園国際空港 - ロマン・トメトゥチェル国際空港（チャイナエアラインが運航）

### パンデミックの影響
新型コロナウイルスワクチンの発売と流行の段階的な冷却により、2021年3月末、パラオと台湾は両国間の「ツーリズムバブル」を実現することで合意に達した。パラオのスランゲル・ウィップス・ジュニア大統領も3月28日に代表団を率いて、ジョンヘネシーニランドのパラオ駐在米国大使を伴って台湾を訪問した。これは、ホイシュレンが就任して以来初めての訪問である。国際的な流行の後、台湾を訪問した。 

## 二国間関係に対する中華人民共和国による挑発
中華人民共和国（中国、中共）はパラオ最大の観光客の源であった。しかし、2017年11月、中共政府はパラオへの観光を禁止した。これにより中共政府はパラオ政府対し、中華民国と断交して中共を国家承認をシフトするよう圧力をかけた。パラオ大統領Raymond Jessoffは、中共との同じ関係を保証しました。 この影響により、2018年7月、パラオパシフィック航空は中国へのフライトの停止を発表した。中共から観光客数の急激な減少により、台湾の経済的収入は減少した。現在、パラオ国会は上院議長および衆議院議長を務めている。 および中華人民共和国の2人の元大使は、中華人民共和国を支援するようになった、台湾政府と中華人民共和国を代表して外交関係の確立に関するコミュニケに署名する。現在の衆議院議長-{zh-cn：Sabino Anasta Theo; zh-tw：Ansabine}-（Sabino Anastacio）はまた、 1999年の台湾と中華人民共和国の外交関係は明らかに時代遅れであり、ライモンジャッソ政権は2020年までに中華人民共和国に切り替わるとさえ予想されていた。、中華民国の当初の支援パラオの政治家は向きを変え、両国間の友情をどのように維持するかが中華民国政府が直面している現在の問題である。
2021年4月7日、パラオの大統領スランゲル・ウィップス・ジュニアは、AFPとのインタビューで、任期中、台湾を支援する立場を変えることはないと述べた。「台湾は最初から私たちと一緒にいたので、私たちは支援を続けるべきである。」